# 卡爾斯魯厄鎮區 (北達科他州麥克亨利縣)
卡爾斯魯厄鎮區（英語：Karlsruhe Township）是位於美國北達科他州麥克亨利縣的一個鎮區。

## 地方資料
卡爾斯魯厄鎮區的面積為91.66平方千米，當中陸地面積為88.79平方千米，而水域面積為2.87平方千米。根據2020年美國人口普查的數據，當地共有人口31人，而人口密度為每平方千米0.34人。